# باتوواتس
باتوواتس (به صربی: Batovac) یک منطقهٔ مسکونی در صربستان است که در ناحیه برانیچوو واقع شده‌است. باتوواتس ۵۹۶ نفر جمعیت دارد.